# کازلته
کازلته (به ایتالیایی: Caselette) یک کومونه در ایتالیا است که در استان تورین واقع شده‌ است.

## خصوصیات
کازلته ۱۴٫۲ کیلومترمربع مساحت و ۲٬۸۸۱ نفر جمعیت دارد و ۳۵۰ متر بالاتر از سطح دریا واقع شده‌ است.

## خواهرخوانده
شهر Ricse خواهرخواندهٔ کازلته هست.